# Фердинанд Фолкра
Фердинанд Фолкра (на немски: Ferdinand Volkra; * 2 септември 1555; † 10 юни 1604, Щайнабрун, Долна Австрия) е благородник от род Фолкра в Долна Австрия.

## Произход
Той е син на Андреас Фолкра († 1562) и съпругата му Катарина фон Лихтенщайн († 1563), дъщеря на Еразмус фон Лихтенщайн и Барбара фон Кьонигсберг. Внук е на Волфганг Фолкра (1480 – 1531) и Барбара Хайл фон Майнбург (* 1450/1510).

## Фамилия
Фердинанд Фолкра се жени на 4 януари 1588 г. в Пинкафелд за Максимилиана Ваген фон Вагеншперг († 1596), дъщеря на Йохан Кристоф Ваген фон Вагеншперг и Маргарета/Вероника Гал фон Галенщайн. Те имат децата:
- Поликсена Фолкра († 13 юли 1618), омъжена за Маркус фон Хоенфелд (* 1577; † 15 юли 1618), син на Ахац фон Хоенфелд (1551 – 1603) и Катарина фон Кирхберг (1557 – 1608)
- Волф Кристоф фон Фолкра († 26 февруари 1638, Щайнабрун), женен 1625 г. за фрайин Елизабет Кристина фон Цинцендорф и Потендорф († 27 юли 1652, Виена), дъщеря на фрайхер Ото IV фон Цинцендорф-Потендорф (1547 – 1605) и София фон Пуххайм († 1639); имат дъщеря